# Пам'ятники Сєвєродонецької міської громади
Пам'ятники Сіверськодонецької міської громади — об'єкти монументального мистецтва, встановлені у різні роки, що розташовані на території населених пунктів Сіверськодонецької міської громади Луганської області.

## Борівське
| Назва                                                    | Дата встановлення | Розташування                                                                                   | Фото | Короткі відомості |
| Братська могила радянських воїнів                        | 1957              | Поряд з Миколаївською церквою на центральній вулиці селища Червона трохи віддалено від центру. |      | Пам'ятник розташований на багатоступінчастому п'єдесталі, нижня частина якого нагадує парапет на якому вилиті у бетоні прізвища 202 загиблих у Другій світовій війні. На фасаді постаменту, на тлі червоного прапора — напис: «Вічна пам'ять героям полеглим в боях за свободу і незалежність нашої Батьківщини». На вершині — бетонна скульптура, пофарбована під бронзу. Солдат в шинелі притримує великий вінок правою рукою. Вінок з лавра і дубового листя — символ безсмертя. |
| Пам'ятник на честь сімдесят восьмого стрілецької дивізії | 1975              | Поряд з Борівською селищною радою на вулиці Калиновій.                                         |      | Пам'ятник у вигляді стіна, викладеної з цегли, яка пофарбована в чорний колір і спирається на сріблястий п'єдестал. На чорному тлі виглядає бетонна дошка з барельєфом бронзового кольору. У центрі барельєфа символічно зображений солдат з сумними очима — збірний образ захисників селища Борівське. Видно його руку, яка обіймає жінку. Образ Жінки-Матері виконаний в профіль зі злегка нахиленою головою і опущеними очима. Праворуч напис: рос. «1 февраля 1943 года воинами стрелковой 78 дивизии освобожден поселок Боровское от немецко-фашистских захватчиков». Поряд з обох сторін від цієї стели ростуть туї, позаду опускає свої гілки акація. Скульптор: Орлов В. Є. |

## Боброве
| Назва                             | Дата встановлення | Розташування          | Фото | Короткі відомості |
| Братська могила радянських воїнів | 19                | на центральній вулиці |      |                   |

## Воєводівка
| Назва                                                   | Дата встановлення | Розташування                                | Фото | Короткі відомості |
| Братська могила радянських воїнів                       | 1975              | На виїзді з центру села до села Кудряшівка. |      | У 2006 році поряд з братською могилою була встановлена пам'ятна дошка з прізвищами 76 земляків, які загинули на фронтах війни. У центрі квадратного газону розташовується триступеневий постамент, на якому височить фігура воїна в шинелі і з каскою на голові. Вся конструкція виконана із залізобетону. Воїн схилив голову над прахом загиблих. У правій руці він тримає опущений автомат, ліва рука стиснута в кулак. Весь вигляд солдата — скорбота про полеглих і готовність захищати зі зброєю в руках свою Вітчизну. І братська могила і пам'ятний знак мають окремі огорожі. |
| Пам'ятний знак на честь 300-річчя заснування Воєводівки | 24 серпня 2007    | На в'їзді до села.                          |      | Пам'ятний знак виконано на постаменті, облицьованому бутовим каменем. На п'єдесталі з чорного граніту знаходиться стилізована фігура у вигляді дуги, на якій кріпиться плита з червоного граніту з написом «Воєводівка». Справа плита з чорного граніту, на якій вигравірувано «300 років». Під написом виконаний малюнок: дві схрещені шаблі — символ здатності жителів обороняти свою землю та порохівниця — символ історичного минулого. Порох — символізує про великий потенціал і можливості, здатність до дії і розвитку: «Є ще порох у порохівницях» і нагадує про призов «Тримай порох завжди сухим». Зі зворотного боку вигравіруваний напис «Хай вам щастить!». Під написом — малюнок у вигляді стилізованого рослинного орнаменту, виразно підкреслює національний колорит. На плиті з червоного граніту — «Пам'ятній знак 1707 — 2007». |

## Воронове
| Назва                             | Дата встановлення | Розташування                                                                                  | Фото | Короткі відомості |
| Братська могила радянських воїнів | 1990              | Поряд зі школою на вулиці Польовій.                                                           |      | Меморіал у вигляді майданчика розміром 20х30 метрів оформлений по периметру газоном і металевою огорожею з білими бетонними стовпчиками. У центрі розташований курган з 12 гранітними валунами та 5 меморіальними плитами з полірованого рожевого граніту з вибитими прізвищами загиблих. За курганом розташований на бетонній основі обеліск з мармурової крихти чорного кольору. Постамент обкладений великими неотесаними кам'яними брилами, як символ руйнування, знищення, які принесла війна та, одночасно, безмірне бажання похованих здолати тяжіння землі і вирватися на волю у вигляді журавлів, але каміння міцно тримає їх. На стелі викарбувано зображення каски — символ солдата-бійця, і лаврова гілка — символ миру. Знизу, спираючись на валуни, знаходиться плита з написом «Вічна пам'ять полеглим у Великій Вітчизняній війні 1941 — 1945». З лівого боку від обеліска — пам'ятний знак на честь воїнів-земляків з 62 прізвищами, загиблих у роки ВВВ з написом «Пам'ять полеглим односельцям у ВВВ 1941 — 1945». |
| Братська могила радянських воїнів | 2000              | На території Сіверськодонецького міського цвинтаря, праворуч від головного входу за каплицею. |      | Пам'ятник складається з 4 темних мармурових плити з 50 прізвищами загиблих. Меморіальні плити встановлені на металевих основах під кутом 45 градусів для більш зручного прочитання прізвищ. Дата смерті загиблих 1943 рік. |

## Метьолчине
| Назва                                                        | Дата встановлення | Розташування | Фото | Короткі відомості |
| Пам'ятний знак на честь воїнів-земляків, загиблих в роки ВВВ | 1965              |              |      | Меморіал знаходиться на майданчику розмірами 25х25 метрів, викладеної бетонними плитами. По периметру майданчика — металева огорожа. У центрі композиції розташована з невеликим нахилом плита з мармурової крихти, на якій вигравіювана п'ятикутна зірка. За плитою, ніби виривається з землі, піднімається бетонний монумент, в якому висічено барельєф — композиція з двох напівфігур — суворе обличчя солдата в касці і скорботне обличчя жінки. З боків композиції знаходяться невисокі тумби-пілони, на яких розташовані: зліва — солдатська каска військового зразка, праворуч — пам'ятний знак на честь воїнів-земляків, загиблих у роки Другої світової війни. Пам'ятний знак — металева плита з написом рос. «1941-1945 вечная слава героям», а нижче розташовані 62 прізвища загиблих воїнів. Майданчик прикрашають асиметрично розташовані прямокутні клумби. Скульптори: Петро Кізієв, Олександр Редькін, Анатолій Самусь. |

## Сиротине
| Назва                             | Дата встановлення | Розташування                      | Фото | Короткі відомості |
| Братська могила радянських воїнів | 1952              | На вулиці Шкільній                |      | На лицьовій стороні мармурова плита з текстом російською мовою: «Вічна слава героям полеглим у боротьбі за свободу і незалежність нашої Батьківщини». Майданчик квадратної форми, по периметру — низьке металеву огорожу. Центральний вхід майже на всю ширину майданчика викладений бетонними плитами. З чотирьох сторін майданчика розташовані вазони з квітами. У центрі майданчика розташований монумент. П'єдестал виконаний з цегли у вигляді багатоступінчастої призми. На високому постаменті знаходиться залізобетонна фігура воїна на весь зріст із злегка похиленою головою. На плечах накинутий плащ-намет. Воїн схилив голову. Каска знята і тримає він її у зігнутій лівій руці як символ скорботи про загиблими соратниками. У правій руці — невеликий букет квітів в пам'ять про їхній подвиг. |
| Монумент пам'яті                  | 1985              | На розі вулиць Шкільної та Бикова |      | Монумент являє собою три металеві з'єднаних щита на трубчастих опорах. На центральному щиті розташовуються 2 панелі, виконані російською мовою: зі словами «Жителі сел. Сиротине загиблі на фронтах Великої Вітчизняної війни 1941 - 1945 р.р.», нижче — напис: «... Люди! Пам'ятайте, якою ціною завойовано щастя. Пам'яті загиблих будьте гідні». На бічних щитах розташовуються 6 панелей з прізвищами загиблих земляків. Вся конструкція виконана з нержавіючої сталі. Чорне Т — образна основа, на якій в центрі вмонтована солдатська каска. |
| Бикову Івану, пам'ятник-стела     | 1993              | На розі вулиць Шкільної та Бикова |      | Бетонна стела у вигляді літакового крила з горельєфом Івана Бикова. Портрет виконаний у льотному шоломі, з поглядом спрямованим у небо. Знизу композиції — фігура символізує вибух. Ближче до глядача, ліворуч від стели розташований невисокий постамент з написом російською мовою: «Биков І. Ф. 1914-1943 уродженець с. Сиротине. Він — штурман у 1943 р. з льотчиком Вячеславом Кротевичем на літаку Іл-2 — здійснив вогненний таран над Балтійським морем. На його честь названа вулиця с. Сиротине». Пам'ятник розташований на невеликому майданчику, що являє собою прямокутну клумбу. Скульптор — Василь Лебединець. |